# Ричмонд-Хайтс (Флорида)
Ричмонд-Хайтс (англ. Richmond Heights) — статистически обособленная местность, расположенная в округе Майами-Дейд (штат Флорида, США) с населением в 8479 человек по статистическим данным переписи 2000 года.

## География
По данным Бюро переписи населения США статистически обособленная местность Ричмонд-Хайтс имеет общую площадь в 4,4 квадратных километров, водных ресурсов в черте населённого пункта не имеется.
Статистически обособленная местность Ричмонд-Хайтс расположена на высоте 3 м над уровнем моря.

## Демография
| Год переписи        | Нас. |  | %±    |
| ------------------- | ---- |  | ----- |
| 1960                | 4311 |  | —     |
| 1970                | 6663 |  | 54,6% |
| 1980                | 8577 |  | 28,7% |
| 1990                | 8583 |  | 0,1%  |
| 2000                | 8479 |  | −1,2% |
| 1960–2000 Источник: |      |  |       |

По данным переписи населения 2000 года в Ричмонд-Хайтс проживало 8479 человек, 2101 семья, насчитывалось 2653 домашних хозяйств и 2771 жилой дом. Средняя плотность населения составляла около 1927,05 человек на один квадратный километр. Расовый состав населённого пункта распределился следующим образом: 12,45 % белых, 82,83 % — чёрных или афроамериканцев, 0,22 % — коренных американцев, 0,83 % — азиатов, 0,01 % — выходцев с тихоокеанских островов, 1,65 % — представителей смешанных рас, 2,00 % — других народностей. Испаноговорящие составили 12,47 % от всех жителей статистически обособленной местности.
Из 2653 домашних хозяйств в 32,5 % воспитывали детей в возрасте до 18 лет, 42,4 % представляли собой совместно проживающие супружеские пары, в 30,1 % семей женщины проживали без мужей, 20,8 % не имели семей. 17,9 % от общего числа семей на момент переписи жили самостоятельно, при этом 8,3 % составили одинокие пожилые люди в возрасте 65 лет и старше. Средний размер домашнего хозяйства составил 3,16 человек, а средний размер семьи — 3,55 человек.
Население статистически обособленной местности по возрастному диапазону по данным переписи 2000 года распределилось следующим образом: 29,0 % — жители младше 18 лет, 9,0 % — между 18 и 24 годами, 26,3 % — от 25 до 44 лет, 21,8 % — от 45 до 64 лет и 14,0 % — в возрасте 65 лет и старше. Средний возраст жителей составил 35 лет. На каждые 100 женщин в Ричмонд-Хайтс приходилось 83,8 мужчин, при этом на каждые сто женщин 18 лет и старше приходилось 77,9 мужчин также старше 18 лет.
Средний доход на одно домашнее хозяйство статистически обособленной местности составил 38 191 доллар США, а средний доход на одну семью — 44 095 долларов. При этом мужчины имели средний доход в 31 286 долларов США в год против 27 882 доллара среднегодового дохода у женщин. Доход на душу населения статистически обособленной местности составил 38 191 доллар в год. 14,0 % от всего числа семей в населённом пункте и 15,1 % от всей численности населения находилось на момент переписи населения за чертой бедности, при этом 23,0 % из них были моложе 18 лет и 14,8 % — в возрасте 65 лет и старше.